# Styckmordet i Askersund
Styckmordet i Askersund avser mordet på och styckningen av en 22-årig kvinna i Askersund den 18 juni 2014. Mordet och den efterföljande styckningen utfördes av den då 24-åriga Jonna Henningsson, som senare dömdes till livstids fängelse.

## Händelseförloppet
Upprinnelsen till mordet var att båda kvinnorna var kär i samma man. Jonna Henningsson hade en vecka innan själva mordet överfallit offret och även googlat om hur ett styckmord genomförs på bästa sätt. Tidigt på morgonen den 18 juni 2014 begav sig den då 24-åriga Jonna Henningsson till sin före detta pojkväns lägenhet i Askersund. Han var inte hemma vid tidpunkten men det var hans nya 22-åriga flickvän.
Väl inne i lägenheten anföll Henningsson offret med en hammare. Efter att ha släpat in sin rival i lägenhetens hall knivhögg hon henne upprepade gånger, först med en kökskniv och sedan med en vassare jaktkniv. Hon högg henne även med en medhavd spruta. Efter mordet styckade Jonna Henningsson 22-åringens kropp och lade delarna i blå ikea-kassar som hon sedan placerade i sin bil. Först efter att hon slutat arbeta för dagen körde hon till ett friluftsområde vid Hällabrottet utanför Kumla och gömde kroppsdelarna.
För flera personer, däribland sin syster och ex-pojkvän, hade Henningsson berättat om att hon hade bråkat med 22-åringen. Hon sade att de hade skurit varandra och att hon inte visste var 22-åringen befann sig nu. Efter uppmaningar ringde hon själv polisen och när polisen ifrågasatte hennes historia erkände hon mordet.
Trots att Henningsson googlat hur man bäst mördar någon och anlände till lägenheten med bland annat hammare, förskärare, preparat för insomning och sprutor som preparerats med bland annat sprit dömde Örebro tingsrätt, i december 2014, henne till 16 års fängelse för dråp och brott mot griftefriden. Utöver det dömdes hon att betala 284 000 kronor i skadestånd till offrets anhöriga. Den 18 mars 2015 dömde Göta hovrätt henne till livstids fängelse för mord.